# Mentiras, malditas mentiras y estadísticas
"Mentiras, malditas mentiras y estadísticas" es una frase que describe el poder persuasivo de los números, particularmente el uso de estadísticas para reforzar argumentos débiles. A veces también se utiliza coloquialmente para dudar de las estadísticas utilizadas para demostrar el punto de un oponente. 
La frase deriva de la oración completa, "Hay tres tipos de mentiras: mentiras, malditas mentiras y estadísticas"; fue popularizada en los Estados Unidos por Mark Twain y otros, quienes erróneamente lo atribuyeron al primer ministro británico Benjamin Disraeli. La frase fue además atribuida a un escritor anónimo a mediados de 1891 y más tarde ese año a Sir Charles Dilke,  pero varios otros han sido incluidos como creadores de la cita, incluyendo la frecuente y errónea atribución al propio Twain.

## Historia
Mark Twain popularizó el dicho en Capítulos de My Autobiography, publicado en North American Review en 1907. "Las cifras a menudo me engañan", escribió, "particularmente cuando tengo que arreglarlas yo mismo; en cuyo caso la observación atribuida a Disraeli a menudo se aplicaría con justicia y fuerza: "Hay tres tipos de mentiras: mentiras, malditas mentiras y estadísticas".

## Usos

### Libros
La frase se ha utilizado en varias exposiciones populares, que incluyen: 
- Michael Wheeler's Lies, Damned Lies, and Statistics: The Manipulation of Public Opinion in America, (W.W. Norton & Co. 1976; Dell paperback 1978).
- John Bibby's Quotes, Damned Quotes... Some of Them to Do With Statistics (1985), un trabajo que intenta desenredar la historia de esta cita.
- Joel Best's Damned Lies and Statistics: Untangling Numbers from the Media, Politicians, and Activists (2001, por laUniversidad de Delaware).
- Darrell Huff's How to Lie with Statistics (1954).

### Otros medios de comunicación
- El ensayo de 1985 de Stephen Jay Gould, "La mediana no es el mensaje", publicado por primera vez en Discover Magazine, comienza repitiendo esta cita.[4][5] Gould explica cómo la estadística de que el mesotelioma peritoneal, la forma de cáncer con la que fue diagnosticado en julio de 1982, tiene un "tiempo medio de supervivencia de ocho meses" es engañosa dada la distribución de esos datos y los datos relevantes con respecto a su pronóstico individual.

### Cultura popular
- "Mentiras, malditas mentiras y estadísticas" es el nombre del episodio 21 en la primera temporada del drama de la NBC El ala oeste de la Casa Blanca.[6]

### Software
- "Malditas mentiras" es el nombre de la plataforma de localización del entorno de escritorio GNOME.[7]